# 藤原宗成
藤原 宗成（ふじわら の むねなり）は、平安時代初期の貴族。藤原北家、左大臣・藤原永手の曾孫。参議・藤原家依の孫。従五位下・藤原三起の長男。位階は従五位上。

## 経歴
大同2年（807年）に平城天皇の弟である中務卿兼大宰帥・伊予親王に対して密かに謀反を勧めたとして、捕縛されて左近衛府に収監される。宗成は左衛士府で尋問を受けると、謀反の首謀者は伊予親王であると答えた。これを聞いて平城天皇は激怒し、左近衛中将・安倍兄雄と左兵衛督・巨勢野足等に兵140名に率いらせて藤原吉子・伊予親王母子を捕らえて川原寺に幽閉する。母子は飲食を断たれ、間もなく毒を仰いで自殺した。また、宗成自身も流刑に処せられた（伊予親王の変）。宗成は藤原式家の右兵衛督・藤原仲成に唆されたともいうが、定かではない。
その後、時期は明らかでないが流刑から赦される。大同4年（809年）平城上皇の不予による非常赦が行われており、この時に許された可能性もある。
伊予親王の変以降、世間から見捨てられた状態となり、世の人々は悪事の報いだと思ったという。しかし、清原夏野と幼少の頃に親しい友人であったことから、淳和朝で夏野が高官に昇ると宗成も用いられるようになり、天長6年（829年）従五位下に叙爵し、天長9年（832年）従五位上に叙される等、淳和朝で僅かに昇進した。のち、承和7年（840年）淳和上皇の崩御に際して、御前次第司次官に任ぜられている。
文徳朝末の天安2年（858年）5月27日卒去。享年74。最終官位は散位従五位上。家は貧しく困窮し、衣食にも事欠く中で没したという。

## 人物
才学がなく、不正な意図を持って媚びへつらうようなところがあった。

## 官歴
『六国史』による。
- 大同2年（807年） 11月13日：流罪
- 時期不詳：正六位上
- 天長6年（829年） 正月8日：従五位下
- 天長9年（832年） 正月7日：従五位上
- 承和7年（840年） 5月8日：御前次第司次官（淳和上皇崩御）
- 天安2年（858年） 5月27日：卒去（散位従五位上）